# Martin-Baker M.B.5
Die Martin-Baker M.B.5 war der Endpunkt einer Serie von Jagdflugzeug-Prototypen des britischen Flugzeugherstellers Martin-Baker im Zweiten Weltkrieg. Obwohl die M.B.5 das vielleicht leistungsstärkste kolbenmotorgetriebene Jagdflugzeug Großbritanniens im Zweiten Weltkrieg war, erreichte sie nie die Serienproduktion.

## Geschichte
Die M.B.5 wurde aus dem zweiten Prototyp der M.B.3 entwickelt. Der erste Prototyp der M.B.3 war am 12. September 1942 abgestürzt; so wurde der zweite Prototyp vorerst zurückgestellt. Martin-Baker modifizierte daraufhin die M.B.3 und baute einen Motor Rolls-Royce Griffon 83 mit 2340 PS ein. Sie erhielt die Bezeichnung M.B.5.
Die M.B.5 erhielt einen neuen Stahlrumpf und zwei gegenläufige Dreiblattpropeller. Die Bewaffnung bestand aus vier in den Tragflächen eingebauten 20-mm-Kanonen British Hispano Mk V.

## Flugtests

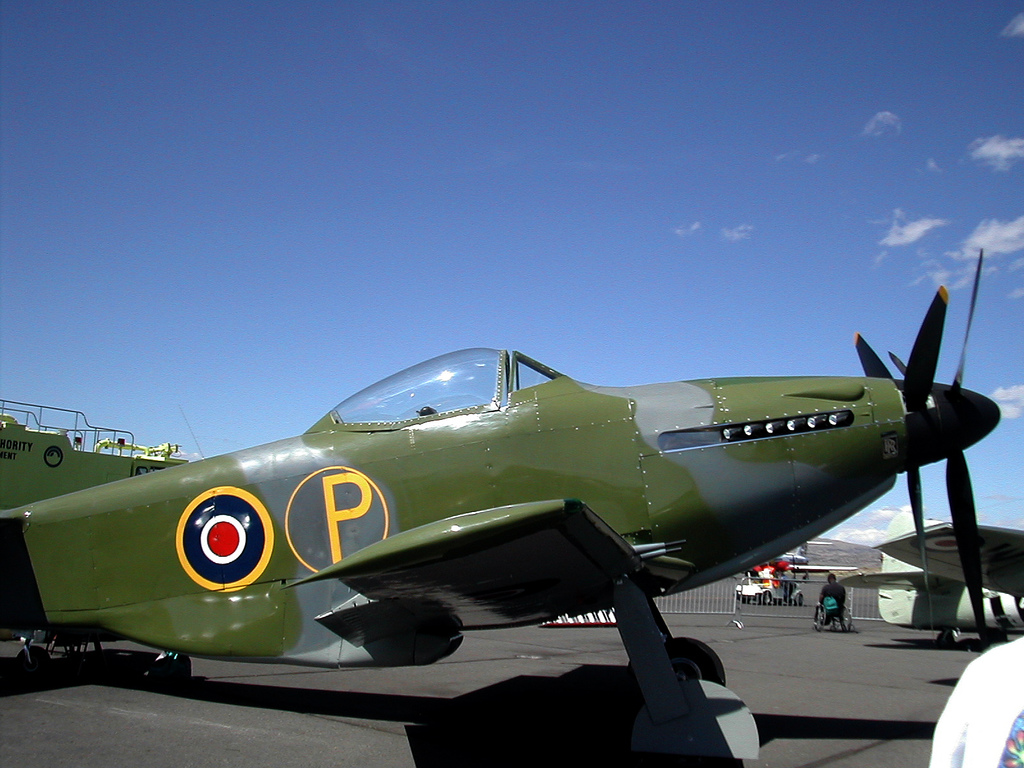
Replika in Reno

Der Erstflug des M.B.5-Prototyps (R2496) erfolgte am 23. Mai 1944. Die Leistung war enorm und die Piloten lobten die Cockpit-Gestaltung und die Bewaffnung. Das Flugzeug war sehr angenehm zu fliegen und sehr sicher. Die Wartung war dank einer Reihe abnehmbarer Rumpfteile relativ einfach. Die Serienproduktion war bereits beschlossen, als die Royal Air Force ihren Schwerpunkt letztlich auf Strahlflugzeuge legte. Die geplante Bestellung der M.B.5 wurde storniert.
Zuletzt wurde die originale M.B.5 auf einer Flugshow in Farnborough 1946 vorgeführt. Nach einem nicht verwirklichten Entwurf eines schwanzlosen Kampfflugzeugs mit Deltaflügeln und Strahltriebwerk, der M.B.6 konzentrierte Martin-Baker sich auf den Bau von Schleudersitzen.

## Technische Daten

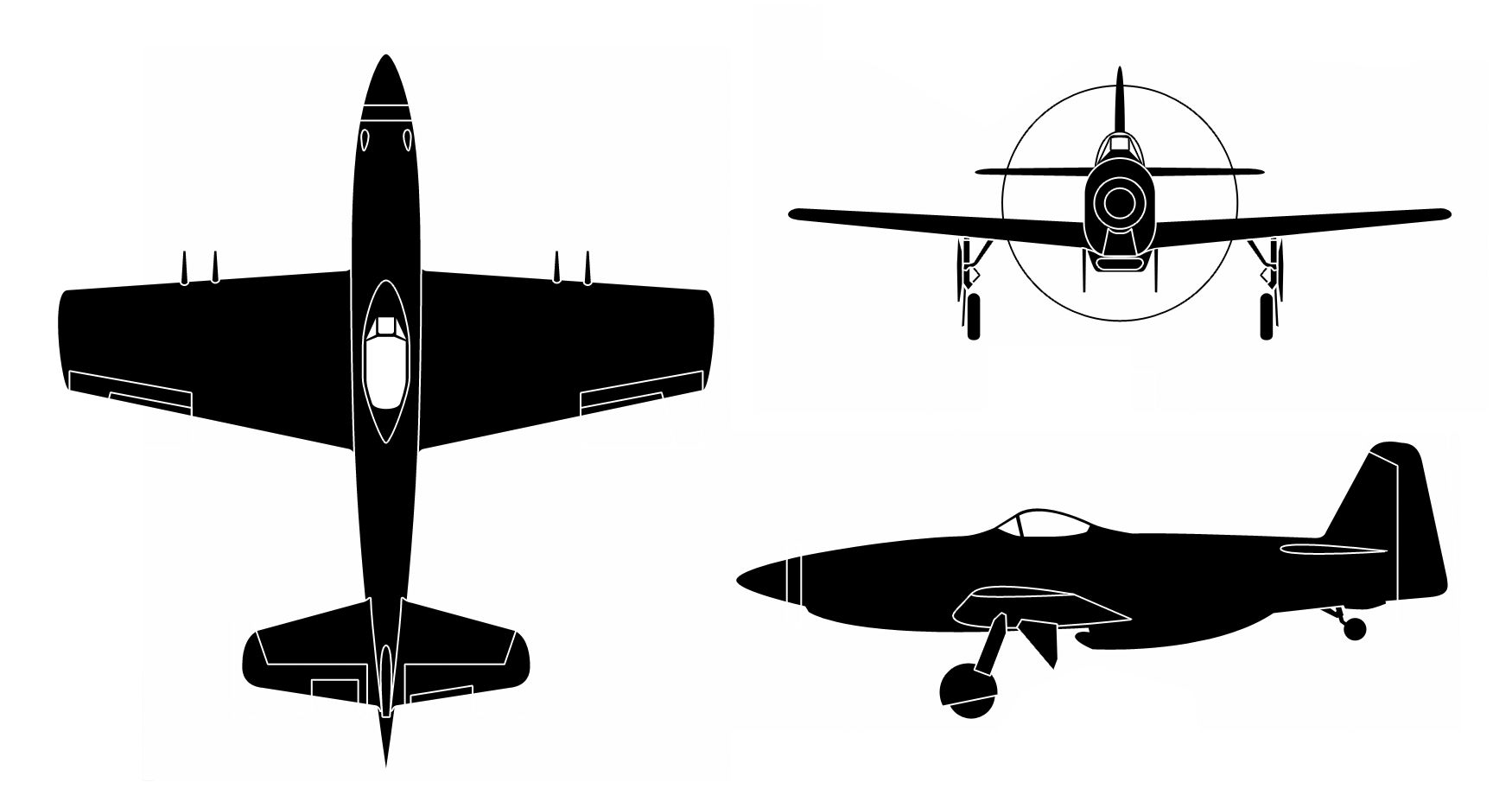
Dreiseitenansicht

| Kenngröße             | Daten                                                |
| --------------------- | ---------------------------------------------------- |
| Besatzung             | ein Pilot                                            |
| Länge                 | 11,5 m                                               |
| Spannweite            | 10,7 m                                               |
| Höhe                  | 4,5 m                                                |
| Flügelfläche          | 24,3 m²                                              |
| Flügelstreckung       | 4,7                                                  |
| Leermasse             | 4188 kg                                              |
| Startmasse            | 5216 kg normal 5484 kg maximal                       |
| Antrieb               | 1 × V12 Rolls-Royce Griffon 83 mit 2340 PS (1745 kW) |
| Höchstgeschwindigkeit | 740 km/h                                             |
| Dienstgipfelhöhe      | 12.190 m                                             |
| Reichweite            | 1770 km                                              |
| Bewaffnung            | 4 × 20-mm-Kanonen British Hispano Mk V               |